# Корнос
Ко̀рнос (на гръцки: Kόρνος) е село в Кипър, окръг Ларнака. Според статистическата служба на Република Кипър през 2001 г. селото има 1863 жители.
Намира се на 27 km западно от Ларнака.